# Пономарьов Володимир Олексійович
Володимир Олексійович Пономарьов (рос. Владимир Алексеевич Пономарёв, нар. 18 лютого 1940, Москва) — радянський футболіст, що грав на позиції захисника. Заслужений майстер спорту СРСР (1969).
Виступав за «Волгу» (Калінін) та ЦСКА (Москва), а також національну збірну СРСР.

## Клубна кар'єра
Син нападника московського «Динамо» Олексія Пономарьова. Кар'єру розпочав у дублі «Динамо» (Москва), але через травму в основний склад не потрапив. 
В 1960—1961 роках виступав у класі «Б» за калінінську «Волгу». 
У 1962 році був запрошений в московський «Спартак», але через кілька місяців був переведений у ЦСКА, в якому грав до кінця кар'єри. Закінчив грати в 1969 році у віці 29 років через травму.

## Виступи за збірну
1964 року дебютував в офіційних матчах у складі національної збірної СРСР. 
У складі збірної був учасником чемпіонату світу 1966 року в Англії, де зіграв у п'яти матчах і зайняв з командою четверте місце.
Протягом кар'єри у національній команді, яка тривала усього 3 роки, провів у формі головної команди країни 25 матчів.

## Подальше життя
По завершенні ігрової кар'єри працював в структурах Міністерства Оборони, був у складі ГРВ в Угорщині. Підполковник у відставці.
У 90-х зайнявся бізнесом, відкрив з компаньйонами кафе «Спортивне» в Москві.

## Досягнення
- Бронзовий призер чемпіонату СРСР: 1964, 1965
- У списках 33-х кращих футболістів СРСР (4): № 1 (1964, 1965, 1966), № 3 (1963)